# Alla polacca
Alla polacca (ital. nach Art einer Polonaise) ist eine musikalische Vortragsbezeichnung, die fordert, dass ein Musikstück (vor allem rhythmisch) wie eine Polonaise gespielt werden soll.
Beispiele:
- Rondo alla polacca im Tripelkonzert op. 56 von Beethoven.
- Menuetto – Trio I – Menuetto – Polacca im 1. Brandenburgischen Konzert von Johann Sebastian Bach.